# Liste der Baudenkmäler in Höchstädt im Fichtelgebirge
Auf dieser Seite sind die Baudenkmäler in der oberfränkischen Gemeinde Höchstädt im Fichtelgebirge zusammengestellt. Diese Tabelle ist eine Teilliste der Liste der Baudenkmäler in Bayern. Grundlage ist die Bayerische Denkmalliste, die auf Basis des Bayerischen Denkmalschutzgesetzes vom 1. Oktober 1973 erstmals erstellt wurde und seither durch das Bayerische Landesamt für Denkmalpflege geführt wird. Die folgenden Angaben ersetzen nicht die rechtsverbindliche Auskunft der Denkmalschutzbehörde.
 Diese Liste gibt den Fortschreibungsstand vom 19. August 2014 wieder und enthält 14 Baudenkmäler.

## Baudenkmäler nach Ortsteilen

### Höchstädt
| Lage                                                                | Objekt                                                      | Beschreibung | Akten-Nr.              | Bild |
| ------------------------------------------------------------------- | ----------------------------------------------------------- | --- | ---------------------- | ---- |
| Bahnlinie Wunsiedel-Holenbrunn – Selb Stadt, Schloßzelch (Standort) | Bogenbrücke der ehemaligen Nebenbahnlinie Selb – Holenbrunn | Betonkonstruktion mit Sandsteinquaderverblendung, 1914 | D-4-79-126-14 Wikidata | BW   |
| Bergweg 2 (Standort)                                                | Wohnstallhaus                                               | Zweigeschossiger Satteldachbau, verputzt, gekuppelte spitzbogige Fenster im Giebelbereich, bezeichnet „1881“ | D-4-79-126-13 Wikidata | BW   |
| Birkenstraße 9 (Standort)                                           | Ehemaliges Wohnstallhaus                                    | Zweigeschossiger Halbwalmdachbau, verputzt, Giebel Fachwerk, bezeichnet „1810“ | D-4-79-126-1 Wikidata  | BW   |
| Hauptstraße 39 (Standort)                                           | Ehemaliges Wohnstallhaus                                    | Zweigeschossiger Halbwalmdachbau, verputzt, erste Hälfte 19. Jahrhundert, mit Veränderungen | D-4-79-126-2 Wikidata  | BW   |
| Hauptstraße 40 (Standort)                                           | Pfarrhaus                                                   | Zweigeschossiger Satteldachbau, massiv und verputzt, Fensterbankgesims und Fensterrahmungen aus Granit, um 1860 | D-4-79-126-12 Wikidata | BW   |
| Schloßplatz 14 (Standort)                                           | Wohnhaus                                                    | Zweigeschossiger, giebelständiger Satteldachbau, verputzt, Türrahmung bezeichnet „1798“ | D-4-79-126-3 Wikidata  | BW   |
| Schloßplatz 15 (Standort)                                           | Wohnhaus                                                    | Eingeschossiger Satteldachbau, verputzt, an geohrter Tührrahmung bezeichnet „1789“, mit Veränderungen | D-4-79-126-4 Wikidata  | BW   |
| Schloßplatz 16 (Standort)                                           | Gasthof                                                     | Zweigeschossiger Mansardwalmdachbau, massiv und verputzt, mit geohrten Fensterrahmungen, spätbarock, im Kern älter, Erdgeschoss verändert Tanzsaalbau, zweigeschossiger Walmdachbau, massiv und verputzt, Rundbogenfenster im Obergeschoss, 1884 | D-4-79-126-5 Wikidata  | BW   |
| Schloßplatz 19 (Standort)                                           | Ehemaliges Schloss, Wohnhaus                                | Zweigeschossiger Satteldachbau, massiv und verputzt, mit Streben, im späten 19. Jahrhundert umgebaut | D-4-79-126-6 Wikidata  | BW   |
| Schloßplatz 19 (Standort)                                           | Ehemaliges Schloss, Stadel                                  | In Bruchsteinmauerwerk, mit abgewalmtem Dach, im Kern spätmittelalterlich | D-4-79-126-6 Wikidata  | BW   |
| Schloßplatz 19 (Standort)                                           | Ehemaliges Schloss, Stallgebäude                            | Abgewalmtes Dach, 16./17. Jahrhundert Kleines Wirtschaftsgebäude, Bruchsteinmauerwerk, abgewalmtes Dach | D-4-79-126-6 Wikidata  | BW   |
| Von-Rorer-Weg 8 (Standort)                                          | Bauernhof                                                   | Wohnhaus, zweigeschossiger Satteldachbau, massiv und verputzt, bezeichnet „1836“ | D-4-79-126-10 Wikidata | BW   |
| Von-Waldenfels-Platz 1 (Standort)                                   | Evangelisch-lutherische Pfarrkirche                         | Saalbau, dreigeschossiger Fassadenturm mit Spitzhelm, eingezogener Chor mit 5/8-Schluss und Sakristeianbau, umlaufend mit Streben besetzt, neugotisch, 1887, nach Plänen von Christian Winnerling, mit Ausstattung                               | D-4-79-126-7 Wikidata  | BW   |

### Braunersgrün
| Lage                      | Objekt        | Beschreibung | Akten-Nr.             | Bild |
| ------------------------- | ------------- | --- | --------------------- | ---- |
| Braunersgrün 1 (Standort) | Wohnstallhaus | Zweigeschossiger Satteldachbau, massiv und verputzt, geohrte und profilierte Granit-Fensterrahmungen, Mitte 18. Jahrhundert | D-4-79-126-8 Wikidata | BW   |
| Braunersgrün 7 (Standort) | Türrahmung    | Rundbogengewände aus Bossenquadern, Granit, bezeichnet „1790“, im Stallteil                                                 | D-4-79-126-9 Wikidata | BW   |

### Rügersgrün
| Lage                     | Objekt              | Beschreibung                     | Akten-Nr.              | Bild |
| ------------------------ | ------------------- | -------------------------------- | ---------------------- | ---- |
| In Rügersgrün (Standort) | Feuerleiterschuppen | Mitte 19. Jahrhundert, mit Gerät | D-4-79-126-11 Wikidata | BW   |